# Sphegina kimakowiczi
Sphegina kimakowiczi là một loài ruồi trong họ Ruồi giả ong (Syrphidae). Loài này được Strobl mô tả khoa học đầu tiên năm 1897. Sphegina kimakowiczi phân bố ở vùng Cổ Bắc giới